# Dimitri Payet
Florent Dimitri Payet (* 29. března 1987 Saint-Pierre) je francouzský profesionální fotbalista, který hraje na pozici ofensivního záložníka za brazilský klub CR Vasco da Gama. Mezi lety 2010 a 2018 odehrál také 38 zápasů v dresu francouzské reprezentace, ve kterých vstřelil 8 branek.
V srpnu 2020 byla u něj, jako u pátého hráče Marseille, potvrzena nákaza nemocí covid-19.

## Reprezentační kariéra
Hrál za mládežnický výběr Francie v kategorii do 21 let.
V A-týmu Francie debutoval 9. 10. 2010 v kvalifikačním zápase v Saint-Denis proti týmu Rumunska (výhra 2:0). Představil se na domácím EURU 2016, kde vstřelil vítězný gól na konečných 2:1 v úvodním utkání proti Rumunsku. Skóroval i o pět dní později v utkání proti Albánii (výhra 2:0).

### Reprezentační góly
Góly Dimitri Payeta ve francouzském reprezentačním A-mužstvu
| 1                   | 7. 6. 2015  | Stade de France, Saint-Denis, Francie  | Belgie   | 3:40(90+2.) | 3:4 | přátelský zápas |
| 2                   | 29. 3. 2016 | Stade de France, Saint-Denis, Francie  | Rusko    | 3:10(64.)   | 4:2 | přátelský zápas |
| 3                   | 30. 5. 2016 | Stade de la Beaujoire, Nantes, Francie | Kamerun  | 3:20(90.)   | 3:2 | přátelský zápas |
| 4                   | 10. 6. 2016 | Stade de France, Saint-Denis, Francie  | Rumunsko | 2:10(89.)   | 2:1 | EURO 2016       |
| 5                   | 15. 6. 2016 | Stade Vélodrome, Marseille, Francie    | Albánie  | 2:00(90+6.) | 2:0 | EURO 2016       |
| Platí k 18. 6. 2016 |             |                                        |          |             |     |                 |

## Úspěchy
- Tým roku Ligue 1 podle UNFP – 2012/13,[6] 2014/15[7]
- Tým roku Premier League podle PFA – 2015/16[8]
- Sestava sezóny Evropské ligy UEFA – 2017/18[9]